# Laurel (Delaware)
Laurel é uma vila localizada no estado americano de Delaware, no condado de Sussex.

## Geografia
De acordo com o United States Census Bureau, a vila tem uma área de 7,7 km², onde 7,5 km² estão cobertos por terra e 0,2 km² por água.

### Localidades na vizinhança
O diagrama seguinte representa as localidades num raio de 16 km ao redor de Laurel.

## Demografia
Segundo o censo nacional de 2010, a sua população é de 3 708 habitantes e sua densidade populacional é de 495,4 hab/km². Possui 1 480 residências, que resulta em uma densidade de 197,7 residências/km².